# Vilina kosica
Vilina kosica su parazitske biljke obuhvaćene rodom Cuscuta. Nemaju koren ni listove, kao ni hlorofil stoga ne mogu da vrše fotosintezu. Sve materije za opstanak crpe od biljaka na kojima parazitiraju. Vilina kosica biljku domaćina obavija tankim razgranatim stablom žuto-crvenkaste boje. Svilenkaste stabljike podsećaju na kosu odakle potiče narodni naziv ove biljke. Sedeći cvetovi formiraju klupčaste cvasti. Jedna biljka u toku godine može da proizvede i 3000 semena. Semena zadržavaju klijavost 5-6 godina, koja tokom godina raste. Razmnožava se i vegetativno kidanjem stabljike.

## Karakteristike
Vilina kosa (Cuscuta epithymum (L.) L.) je jednogodišnja zeljasta biljka. Stabljika joj je razgranata i tanka, tanja i od jednog milimetra. Koren i listove nema, kako ne vrši fotosintezu, nema ni hlorofil, pa stabljike nisu zelene već crvene boje. Cvetovi su sitni, veličine oko 5 mm,boja cveta se može kretati od bele do nežno crvenkaste. Ugodnog su mirisa. Cvetaju od maja do avgusta. Plodovi su sitne kapsule koje sadrže svijetlosmeđe semenke. Jedna biljka proizvede do 3000 semenki koje zadržavaju klijavost do 6 godina

## Stanište
Rasprostranjena je u Evropi, Aziji i u delovima Afrike. Raste kao parazit obavijajući se oko drugih biljaka, na primer zakači se na detelinu a hranu uzima iz svog domaćina. Može se naći od ravnice do pretplaninskog područja. Razmnožava se semenom koje klija na površini zemlje sredinom proleća te ukoliko se nađe na usevima može stvarati velike štete kada je jako namnožena. U 19. veku, tačnije od 1883.godine do 1884. godine čak je postojala naredba prema kojoj je svaki vlasnik zemlje trebalo da uništi vilinu kosu, kazna u suprotnom je bila financijska ili čak zatvor.U svežem stanju smatra se škodljivom za životinje,dok u osušenom stanju je sigurna za životinje ali u ovom stanju se smanjuje njen kvalitet.

## Etimologija
Potpuno etimološko poreklo latinskog imena roda Cuscuta je nepoznato. Smatra se da potiče od grčke reči kassyo jer se biljka omota oko druge biljke. Prema drugom izvoru potiče od arapskih naziva kusuta, kuskut, keshut. Ime vrste epithymum složenica je od reči epi (nad, preko) i thymum (timijan). Na stranim jezicima nazivi su dodder, hellweed, love vine, devil’s gut, witches’ shoelaces, strangle-tare, Quendel-Seide , cuscute du thym, cuscute à petites fleurs, petite cuscute , azafrán borde, cabellos de monte, cabellos de Venus , drobnocvetna predenica .
Vilina kosica ima lekovita svojstva.

## Vilina kosa u poljoprivredi
Vilina kosa je stalni pratilac deteliništa i lucerišta. Javlja se na lucerki i crvenoj detelini svuda gde se ovoj parazitnoj cvetnici ne poklanja dovoljno pažnje.
Vilina kosica spada među najznačajnije patogene deteline i lucerke. Ukoliko se ne preduzmu odgovarajuće mere vilina kosa je sposobna da za 3-4 godine a nekada i za kraći period, potpuno kompromituje proizvodnju lucerke i crvene deteline. Vilina kosa se javlja i na šećernoj repi, šargarepi, crnom luku, a ređe na krompiru, duvanu, suncokretu, grašku, pasulju, tikvi, paprici, lanu, bobu, hmelju, lozi, ruži, kupini, i drugim vrstama.

## Način opstanka
Seme viline kose je veoma postojano što je još jedan razlog visokog stepena štetnosti. U zemljišu može da održi vitalnost i do 10 godina. Klija jedino kada se nađe na ili pri samoj površini zemljišta (efekat svetlosti). Nedozrele semenke proklijaju brže od zrelih, kod kojih neke proklijaju tek posle više godina. Iz semena se pri klijanju razvija jedan bledožut, tanak končić.
Kada se priljubi uz zemlju končić se izdiže drugim krajem, noseći na svom vrhu, odnosno kraju ostatke semenke. Končić se pri daljem porastu spiralno pokreće i tako može da raste i da izdrži nekoliko dana. Ako za to vreme dospe na stablo domaćina uvija sa oko njega, obrazuje apresorijum, a iz njega se razvija klinasti izraštaj koji ulazi u stablo domaćina i transformiše se u haustoriju. Ona uspostavlja vezu sa sudovima, pre svega sa sitastim cevima iz kojih crpi hranu. Seme viline kosice se održava u semenu lucerke i crvene deteline, a može se širiti i na druge načine. Seme može proći kroz probavni trakt životinja, a da ne bude oštećeno, pa se tako širi i stajnakom.

## Galerija
- Vilina kosica na koprivi
- Vilina kosica na rudinskom pelinu
- Kopriva zaražena vilinom kosicom
- Avdika zaražena vilinom kosicom